# Panamerican Judo Union
La Pan American Judo Union (PJU) è la federazione internazionale che regola il Jūdō a livello americano. L'attuale presidente del brasiliano Paulo Wanderley.

## Storia
La federazione nasce nel 1952, anno in cui a L'Avana si svolge il primo campionato panamericano di judo. La PJU è suddivisa in tre entità la Confederazione Meridionale, Confederazione Settentrionale e Confederazione Caraibica.

## Paesi membri (fino al 2009)
- Barbados
- Stati Uniti
- Isole Vergini Americane
- Argentina
- Aruba
- Antigua e Barbuda
- Isole Vergini Britanniche
- Uruguay
- Ecuador
- El Salvador
- Antille Olandesi
- Guyana
- Canada
- Cuba
- Guatemala
- Grenada
- Costa Rica
- Isole Cayman
- Colombia
- Giamaica
- Cile
- Suriname
- Saint Kitts e Nevis
- Saint Vincent e Grenadine
- Saint Lucia
- Dominica
- Rep. Dominicana
- Trinidad e Tobago
- Nicaragua
- Haiti
- Panama
- Bahamas
- Bermuda
- Paraguay
- Barbados
- Belize
- Porto Rico
- Brasile Confederazione brasiliana di judo
- Venezuela
- Perù
- Bolivia
- Honduras
- Messico